# Каликино (Богородский район)
Каликино — деревня в Богородском районе Нижегородской области. Входит в состав Алешковского сельсовета.

## Население
| 1859 | 1890 | 1999 | 2002 | 2010 |
| ---- | ---- | ---- | ---- | ---- |
| 200  | ↗275 | ↘9   | →9   | ↘2   |

В 1859 году в деревне Каликино было 32 дворов и 200 человек.

## улицы деревни
Улицы деревни:

Заречная улица